# Zagroda (powiat chełmski)
Zagroda – wieś w Polsce położona w województwie lubelskim, w powiecie chełmskim, w gminie Chełm.
W latach 1975–1998 miejscowość należała administracyjnie do województwa chełmskiego. 
Wieś stanowi sołectwo gminy Chełm. Według Narodowego Spisu Powszechnego (III 2011 r.) liczyła 249 mieszkańców i była dwudziestą co do wielkości miejscowością gminy Chełm.
Wierni Kościoła rzymskokatolickiego należą do parafii Wszystkich Świętych w Nowych Depułtyczach.

## Części wsi
| SIMC    | Nazwa     | Rodzaj    |
| ------- | --------- | --------- |
| 0101818 | Cegielnia | kolonia   |
| 0101801 | Kątek     | część wsi |

## Historia
Wieś notowana po raz pierwszy w roku 1734. W wieku XIX opisana w Słowniku geograficznym Królestwa Polskiego jako Zagroda – wieś nad rzeką Uherką w ówczesnym powiecie chełmskim, gminie Krzywiczki i parafii Depułtycze. Wieś posiadała szkołę początkową i browar. W r. 1827 spisano 38 domów i 237 mieszkańców podlegających parafii Chełm. W roku 1921 występuje w spisie powszechnym jako Zagroda Uherska. Na terenie wsi zachował się stary cmentarz prawosławny.